# Thapelo Mokhele
Thapelo Mokhele (ur. 18 kwietnia 1986 w Qoaling) – lesotyjski piłkarz występujący na pozycji obrońcy w klubie Bantu FC.

## Kariera klubowa
Pierwszym klubem Mokhelego był zespół Majantja FC. Rozegrał tam dwa sezony, po czym przeniósł się do Matlama FC ze stolicy państwa. W barwach zespołu z Maseru występował przez 5 lat. Od sezonu 2012/2013 jest zawodnikiem Bantu FC.

## Kariera reprezentacyjna
Mokhele występował w reprezentacji od 2006 do 2018 roku; rozgrywając 47 spotkań, w których strzelił 2 gole.